# ケンタッキーダービーチャレンジステークス
ケンタッキーダービーチャレンジステークス（Kentucky Derby Challenge Stakes）とはイギリスのケンプトン競馬場で施行されていた競馬の競走（国際競走）である。略してKDCSと表記される場合もある。

## 概要
当競走を施行する前の時点でケンタッキーダービーに出走した外国馬は、2002年のヨハネスブルグ、キャッスルガンドルフォ、エッセンスオブドバイの3頭以降1頭もおらず、ケンタッキーダービーへの出走を促す目的で2008年にケンタッキーダービーを施行するチャーチルダウンズ社による創設構想が明らかになり、2009年に施行された。なお過去にヨーロッパ調教馬がケンタッキーダービーで優勝したことはない。
賞金15万米ドル（約1650万円）のうち9万米ドル（約990万円）はチャーチルダウンズ社が負担している。
当競走の1着馬にはケンタッキーダービーへの出走権が与えられ、実際に出走すれば出走特別手当として10万米ドル（約1100万円）が支給される。

## 歴史
- 2009年 - 創設。
- 2010年 - 開催休止。

## 歴代優勝馬
| 回    | 施行日        | 調教国・優勝馬 | 日本語読み | 性齢 | タイム  | 優勝騎手 | 管理調教師 | 馬主               |
| ----- | ------------- | -------------- | ---------- | ---- | ------- | -------- | ---------- | ------------------ |
| 第1回 | 2009年3月18日 | Mafaaz         | マファーズ | 牡3  | 1:55.13 | R.ヒルズ | J.ゴスデン | シェイク・ハムダン |